# Songs of a Lost World
Albums de The Cure
Torn Down
(2018) Songs of a Live World: Troxy London MMXXIV
(2024)
Singles
1. Alone
Sortie : 26 septembre 2024[1]
2. A Fragile Thing
Sortie : 9 octobre 2024[2]

Songs of a Lost World est le quatorzième album studio du groupe de rock anglais The Cure, sorti le 1er novembre 2024.
Il s'agit du premier album studio du groupe en 16 ans, depuis 4:13 Dream en 2008. Toutes les chansons de l'album sont écrites et composées uniquement par le chanteur/guitariste Robert Smith, une première depuis The Head on the Door en 1985. À l'instar des albums Faith (1981) et Pornography (1982), il contient huit chansons.
L'album est acclamé par la critique notamment pour les paroles, l'ambiance sombre ainsi que pour la voix de Smith. Les critiques ont déclaré que Songs of a Lost World est le meilleur album du groupe depuis Disintegration (1989), et le plus personnel depuis Wish (1992).
Il connaît également un succès commercial, se classant en tête des ventes dès sa sortie dans plusieurs pays.

## Contexte
Songs of a Lost World a nécessité plusieurs années de travail. L'album était initialement prévu pour 2019. C'est le premier album studio avec le guitariste Reeves Gabrels qui joue avec le groupe depuis sa tournée de l'été 2012. Il avait cependant joué en tant qu'invité lors de concerts aux États-Unis en 1997, puis sur le single Wrong Number sorti la même année. Cet album signe également le retour du claviériste Roger O'Donnell, qui avait rejoint le groupe en 2011 après une absence de six ans.
Cinq des chansons de l'album ont été interprétées sur scène en 2022 et 2023 lors de la tournée mondiale Shows of a Lost World. Le musicien Perry Bamonte, membre du groupe de 1990 à 2005, l'a rejoint en 2022 à l'occasion de cette tournée, mais il n'apparaît pas sur l'album car la majeure partie de l'enregistrement fut achevée en 2019.
Les chansons sont entièrement écrites, composées et arrangées par Robert Smith. Au cours du processus d'écriture, Smith a eu du mal à « trouver la bonne imagerie » pour les paroles de Alone, trouvant finalement l'inspiration dans le poème d'Ernest Dowson Dregs.

## Pochette d'album
Robert Smith a choisi Bagatelle, une sculpture de 1975 de l'artiste slovène Janez Pirnat (1932-2021), pour illustrer la pochette qui a ensuite été conçue par Andy Vella,.

## Promotion
La sortie de l'album est officiellement annoncée le 26 septembre 2024, avec la sortie du premier single, Alone et un site Web dédié. La liste des morceaux est révélée par un e-mail envoyé aux membres de la liste de diffusion le 9 octobre 2024, et ensuite publiée sur le site officiel de The Cure.
Le deuxième single, A Fragile Thing, est sorti le 9 octobre 2024. Le 14 octobre 2024, Smith déclare qu'une tournée de soutien à Songs of a Lost World débuterait « à l'automne prochain » après avoir achevé leur prochain album.
Le 30 octobre 2024, le groupe interprète durant une heure dix chansons pour l'émission de radio de Huw Stephens diffusée par BBC 6 Music, comprenant des versions de I Can Never Say Goodbye, And Nothing Is Forever et All I Ever Am. Le lendemain, il donne un concert d'une heure au BBC Radio Theatre diffusé par BBC Radio 2 dans l'émission In Concert, comprenant des versions de Alone, A Fragile Thing et Endsong.
Le 1er novembre 2024, jour de la sortie mondiale de Songs of a Lost World, The Cure joue l'intégralité de l'album lors d'un concert de trois heures donné au Troxy à Londres devant près de 3 000 personnes. Concert qui est diffusé gratuitement en direct sur YouTube. Il donne lieu le 13 décembre 2024 à un album live, Songs of a Live World: Troxy London MMXXIV, dont les bénéfices sont reversés à l'organisation caritative War Child (en).

## Liste des pistes
Toutes les chansons sont écrites et composées par Robert Smith.
| Songs Of A Lost World | Songs Of A Lost World   | Songs Of A Lost World | Songs Of A Lost World | Songs Of A Lost World | Songs Of A Lost World | Songs Of A Lost World | Songs Of A Lost World | Songs Of A Lost World | Songs Of A Lost World |
| No                    | Titre                   | Durée                 |                       |                       |                       |                       |                       |                       |                       |
| --------------------- | ----------------------- | --------------------- | --------------------- | --------------------- | --------------------- | --------------------- | --------------------- | --------------------- | --------------------- |
| 1.                    | Alone                   | 6:48                  |                       |                       |                       |                       |                       |                       |                       |
| 2.                    | And Nothing Is Forever  | 6:53                  |                       |                       |                       |                       |                       |                       |                       |
| 3.                    | A Fragile Thing         | 4:43                  |                       |                       |                       |                       |                       |                       |                       |
| 4.                    | Warsong                 | 4:17                  |                       |                       |                       |                       |                       |                       |                       |
| 5.                    | Drone:Nodrone           | 4:45                  |                       |                       |                       |                       |                       |                       |                       |
| 6.                    | I Can Never Say Goodbye | 6:03                  |                       |                       |                       |                       |                       |                       |                       |
| 7.                    | All I Ever Am           | 5:21                  |                       |                       |                       |                       |                       |                       |                       |
| 8.                    | Endsong                 | 10:23                 |                       |                       |                       |                       |                       |                       |                       |
| 49:13                 |                         |                       |                       |                       |                       |                       |                       |                       |                       |

## Personnel

### The Cure
- Robert Smith – chant, guitare, basse à six cordes, clavier, composition, arrangements, production, mixage, assistance à l'enregistrement, concept de pochette, photos de pierre
- Simon Gallup – basse
- Jason Cooper – batterie, percussions
- Roger O'Donnell – clavier
- Reeves Gabrels – guitare

### Production
- Paul Corkett – production, enregistrement, mixage
- Jack Boston – assistant à l'enregistrement
- Joe Jones – assistant à l'enregistrement
- Bunny Lake – aide à l'enregistrement
- Matt Colton – mastering
- Miles Showell – Mastering vinyle
- Andy Vella – art, design
- Janez Pirnat – Sculpture Bagatelle

## Accueil critique
Songs of a Lost World est accueilli par des critiques élogieuses,.
Le quotidien britannique The Guardian lui décerne 5 étoiles et juge qu'il s'agit là du meilleur album du groupe depuis Disintegration en 1989 : « Le groupe est à son apogée artistique : mélancolique et émouvant, avec un son percutant à la hauteur de l’impact émotionnel des paroles » écrit Alexis Petridis.
Andrew Trendell du NME donne également 5 étoiles. Pour le journaliste c'est « sans doute l'album le plus personnel de la carrière de Smith ».
Selon Mark Kennedy de l'agence Associated Press, l'album « ne cherche pas à rééditer Friday I’m in Love ou In Between Days. C’est un énorme pas en avant. C’est le meilleur album de The Cure depuis Disintegration. Espérons qu’il y en aura d’autres ».
Dans le magazine américain Rolling Stone, Rob Sheffield écrit que l'album « est l’épopée apocalyptique triomphale qu’il devait être, assurément le meilleur des Cure depuis Disintegration, Smith atteint les profondeurs de son cœur en toile d’araignée, s’enfonçant dans la perte et le chagrin de l’adulte ».
Helen Brown dans The Independent y voit « la preuve gothique et magnifique que personne ne fait mieux en matière de souffrance ».
Pour Ben Cardew dans Pitchfork, « le meilleur compliment que l’on puisse faire à Songs of a Lost World est qu’il semble déjà inévitable, une œuvre de sagesse et de grâce qui s’étend naturellement depuis le moment où les Cure ont pris leurs instruments dans une salle d’église, il y a de cela tant d’années ».
Dans la presse française, Franck Vergeade, qui intitule sa chronique pour Les Inrockuptibles « Gothique flamboyant » s'enthousiasme pour cette « Bande-son d'un monde en perdition ».
Pour Xavier Bonnet dans Rolling Stone France, il apparaît comme « Un requiem aussi céleste que dangereusement irrésistible ».
Dans Télérama, Hugo Cassavetti salue le retour du groupe avec « Huit titres d'un romantisme extrême et d'une vertigineuse mélancolie ».
Du côté de Magic rpm, si Philippe Mathé est très positif dans sa chronique, son collègue Fred Rapilly signe une des rares chroniques défavorables qualifiant l'album de « Pesant, lancinant, grasseyant, et long, long, si long »,.

## Accueil commercial
Songs of a Lost World se classe numéro 1 la semaine de sa sortie dans plusieurs pays. Au Royaume-Uni, il accède au sommet du UK Albums Chart avec 51 362 copies vendues, cela 32 ans après Wish qui était jusqu'alors le seul numéro 1 du groupe dans son pays d'origine,.
L'album arrive en tête des ventes en Allemagne, en Autriche, en Belgique, en Écosse, en France (avec 20 678 équivalents ventes), aux Pays-Bas, au Portugal, en Suède et en Suisse. C'est la première fois qu'un album de The Cure se classe numéro 1 dans ces pays.
Aux États-Unis, avec 57 000 équivalents ventes, il entre 4e dans le Billboard 200, soit le meilleur classement du groupe dans ce pays depuis Wish (2e en 1992).

## Distinction
Songs of a Lost World est nommé dans la catégorie du meilleur album britannique lors des Brit Awards 2025. The Cure est également nommé comme groupe de l'année et meilleur artiste rock/alternatif. 

### Classements
| Classement (2024)                          | Meilleure place |
| ------------------------------------------ | --------------- |
| Allemagne (Media Control AG)               | 1               |
| Australie (ARIA Charts)                    | 5               |
| Autriche (Ö3 Austria Top 40)               | 1               |
| Belgique (Flandre Ultratop)                | 1               |
| Belgique (Wallonie Ultratop)               | 1               |
| Canada (Canadian Albums Chart)             | 12              |
| Danemark (Hitlisten)                       | 1               |
| Écosse (OCC)                               | 1               |
| Espagne (Promusicae)                       | 2               |
| États-Unis (Billboard 200)                 | 4               |
| États-Unis (Top Album Sales)               | 1               |
| États-Unis (Top Rock Albums)               | 1               |
| États-Unis (Top Rock & Alternative Albums) | 1               |
| Finlande (Suomen virallinen lista)         | 7               |
| France (SNEP)                              | 1               |
| Irlande (Irish Albums Chart)               | 3               |
| Italie (FIMI)                              | 2               |
| Norvège (VG-lista)                         | 5               |
| Nouvelle-Zélande (RMNZ)                    | 3               |
| Pays-Bas (Mega Album Top 100)              | 1               |
| Pologne (ZPAV)                             | 1               |
| Portugal (AFP)                             | 1               |
| Royaume-Uni (UK Albums Chart)              | 1               |
| Suède (Sverigetopplistan)                  | 1               |
| Suisse (Schweizer Hitparade)               | 1               |

| Classement (2024)                  | Position |
| ---------------------------------- | -------- |
| Allemagne (Media Control AG)       | 20       |
| Autriche (Ö3 Austria)              | 45       |
| Région flamande (Ultratop Flandre) | 33       |
| Wallonie (Ultratop Wallonie)       | 24       |
| Espagne (Promusicae)               | 95       |
| France (SNEP)                      | 62       |
| Pologne (ZPAV)                     | 89       |
| Suisse (Sweizer Hitparade)         | 15       |

### Certifications
| Pays              | Certification | Date       | Unités certifiées |
| ----------------- | ------------- | ---------- | ----------------- |
| France (SNEP)     | Or            | 26/12/2024 | 50 000            |
| Pologne (ZPAV)    | Or            | 05/03/2025 | 10 000            |
| Royaume-Uni (BPI) | Or            | 14/03/2025 | 100 000           |